# Symmetrie (biologie)

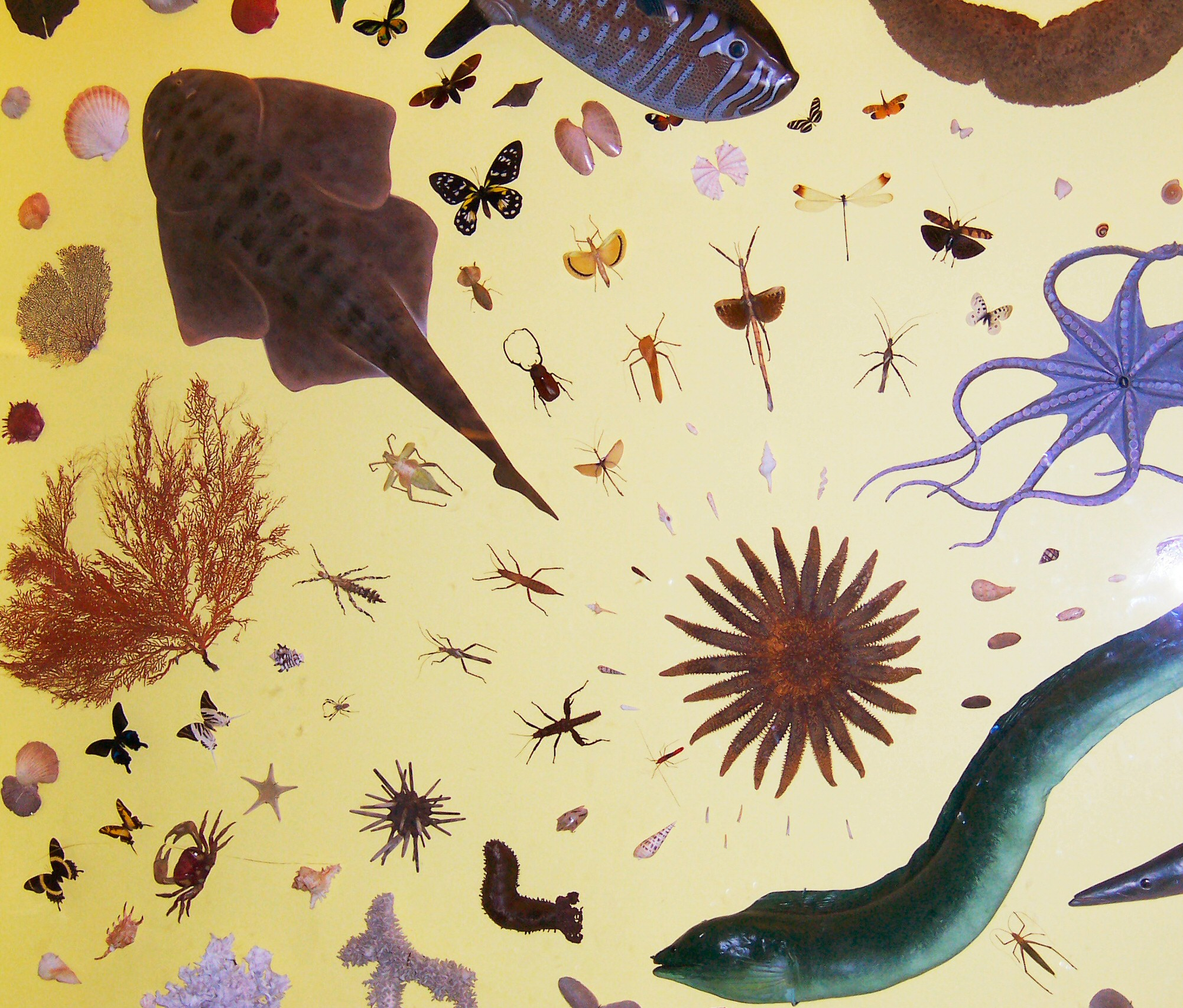
Een selectie van dieren met een reeks mogelijke lichaamssymmetrieën, waaronder asymmetrie, radiale en bilaterale bouwplannen.

Symmetrie in de biologie is de evenwichtige verdeling van verdubbelde lichaamsdelen of vormen in het lichaam van een organisme. In de natuur en biologie is er meestal geen sprake van een zuivere symmetrie. Bij bladeren zijn bijvoorbeeld de twee helften, hoewel symmetrisch beschouwd, zelden exact hetzelfde. Symmetrie creëert een klasse van natuurlijke patronen, waarbij bij benadering het patroonelement ontstaat door spiegeling of rotatie.
Het bouwplan van de meeste meercellige organismen vertoont enige vorm van symmetrie, radiale, tweezijdige of sferische. Vrijwel alle dieren hebben een tweezijdig symmetrisch lichaam. Bij een kleine minderheid, met name bij de sponsdieren, komt geen symmetrie voor (ze zijn asymmetrisch). Symmetrie was ooit een belangrijk aspect in de taxonomie van dieren; de Radiata met radiale symmetrie, vormden een van de vier takken van de classificatie van het dierenrijk door Georges Cuvier.

## Tweezijdig symmetrisch
Bij tweezijdige symmetrie is er aan de buitenkant bij benadering spiegelsymmetrie. Het spiegelvlak wordt mediane vlak of midsagittale vlak genoemd. Het verdeelt een organisme in ruwweg twee spiegelbeeldhelften. Ten minste 99% van de dieren is tweezijdig symmetrisch, inclusief de mensen.  Het spiegelvlak is bij dieren meestal verticaal en in de bewegingsrichting. De helften zijn dan een linker- en rechterhelft. De interne organen zijn echter niet noodzakelijk symmetrisch. Veel dieren hebben bijvoorbeeld een hart met twee helften, maar met een verschillende functie en een dienovereenkomstige asymmetrische aansluiting van grote bloedvaten. 
Voorbeelden bij bloemen en vruchten:

Tweezijdig symmetrische of zygomorfe bloemen en vruchten
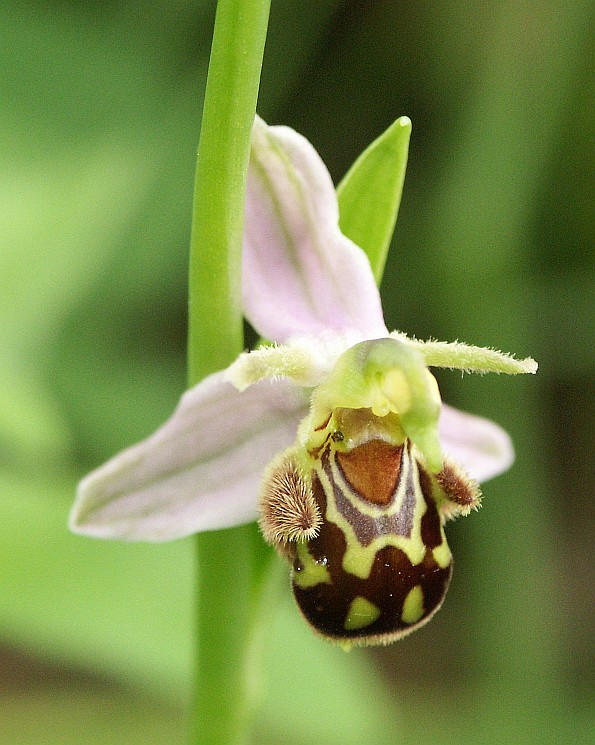
Lipbloem, 1-lippig (bijenorchis)
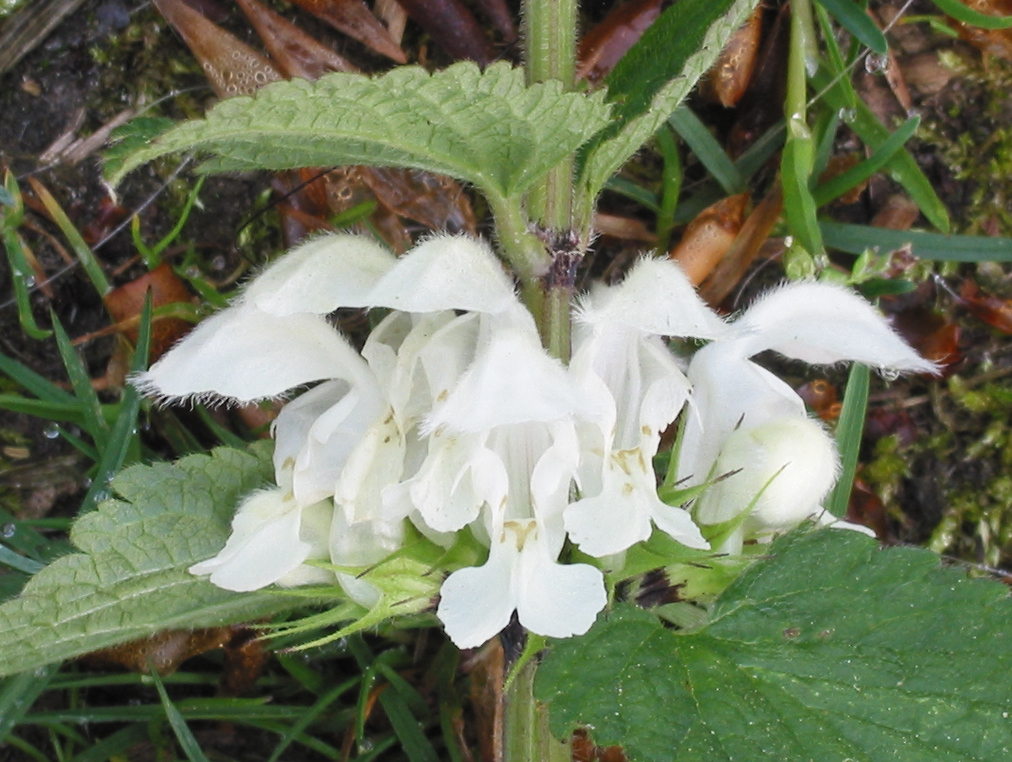
Lipbloem, 2-lippig (witte dovenetel)
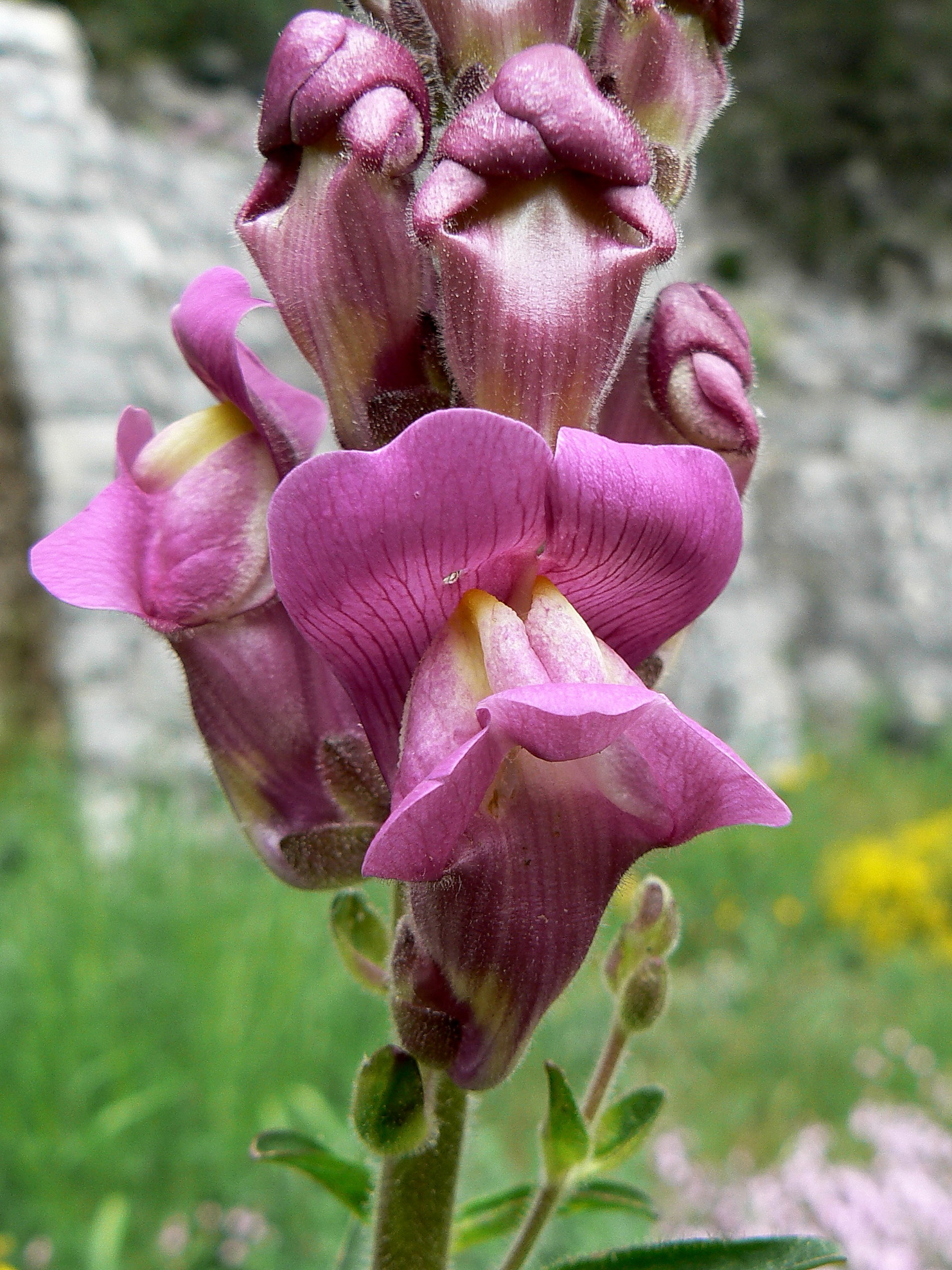
Gemaskerde bloem (grote leeuwenbek)
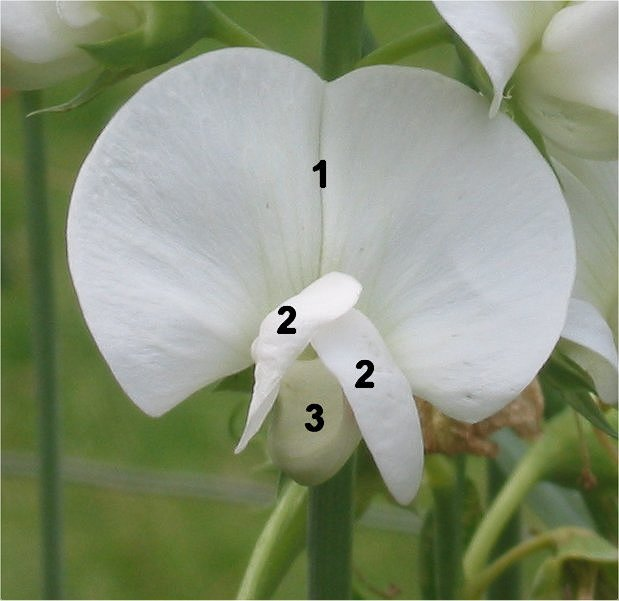
Vlinderbloem (Lathyrus), 1 = vlag; 2 = zwaarden; 3 = kiel
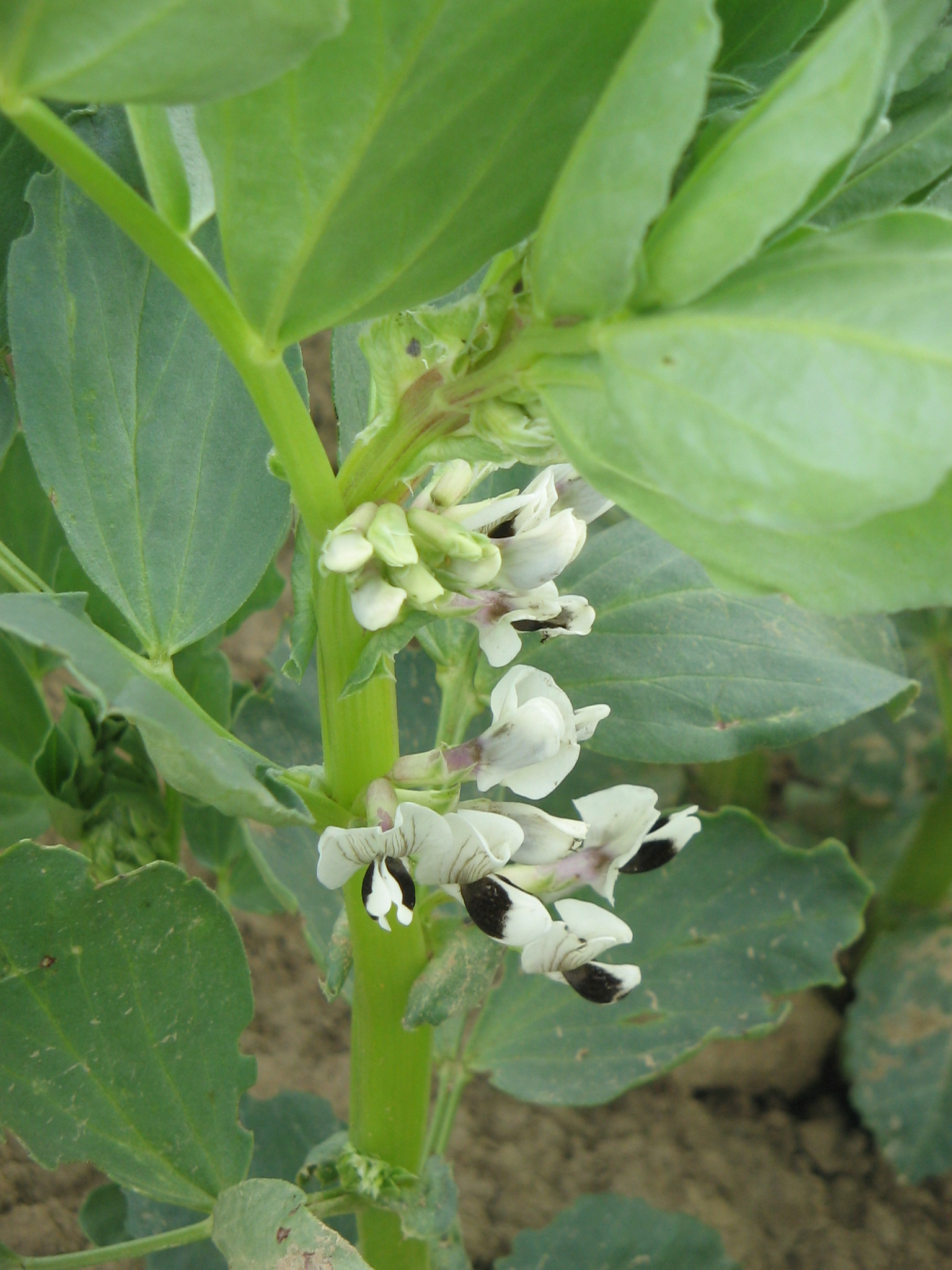
Tuinboon, mediaan zygomorf
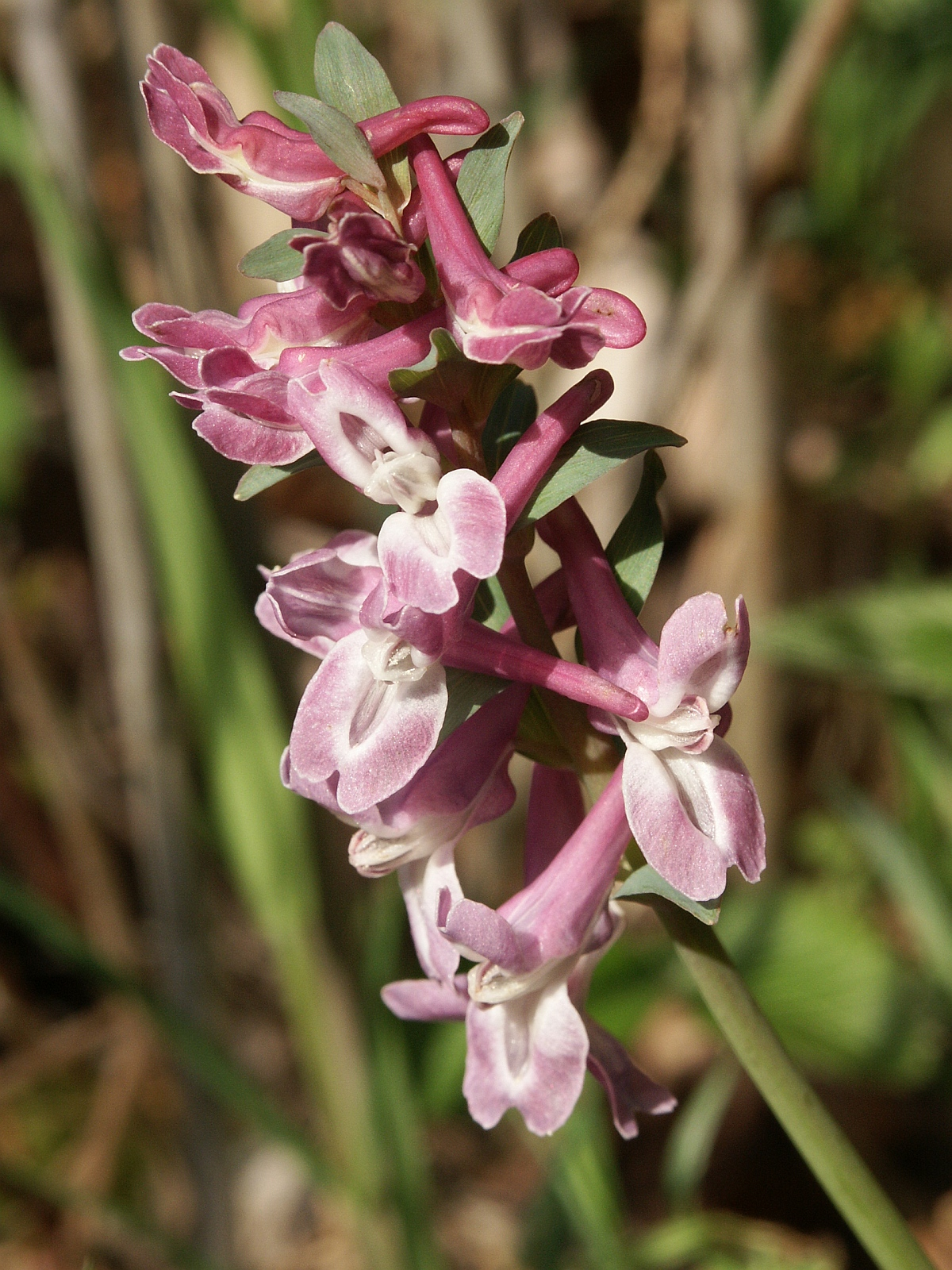
Holwortel, transversaal zygomorf
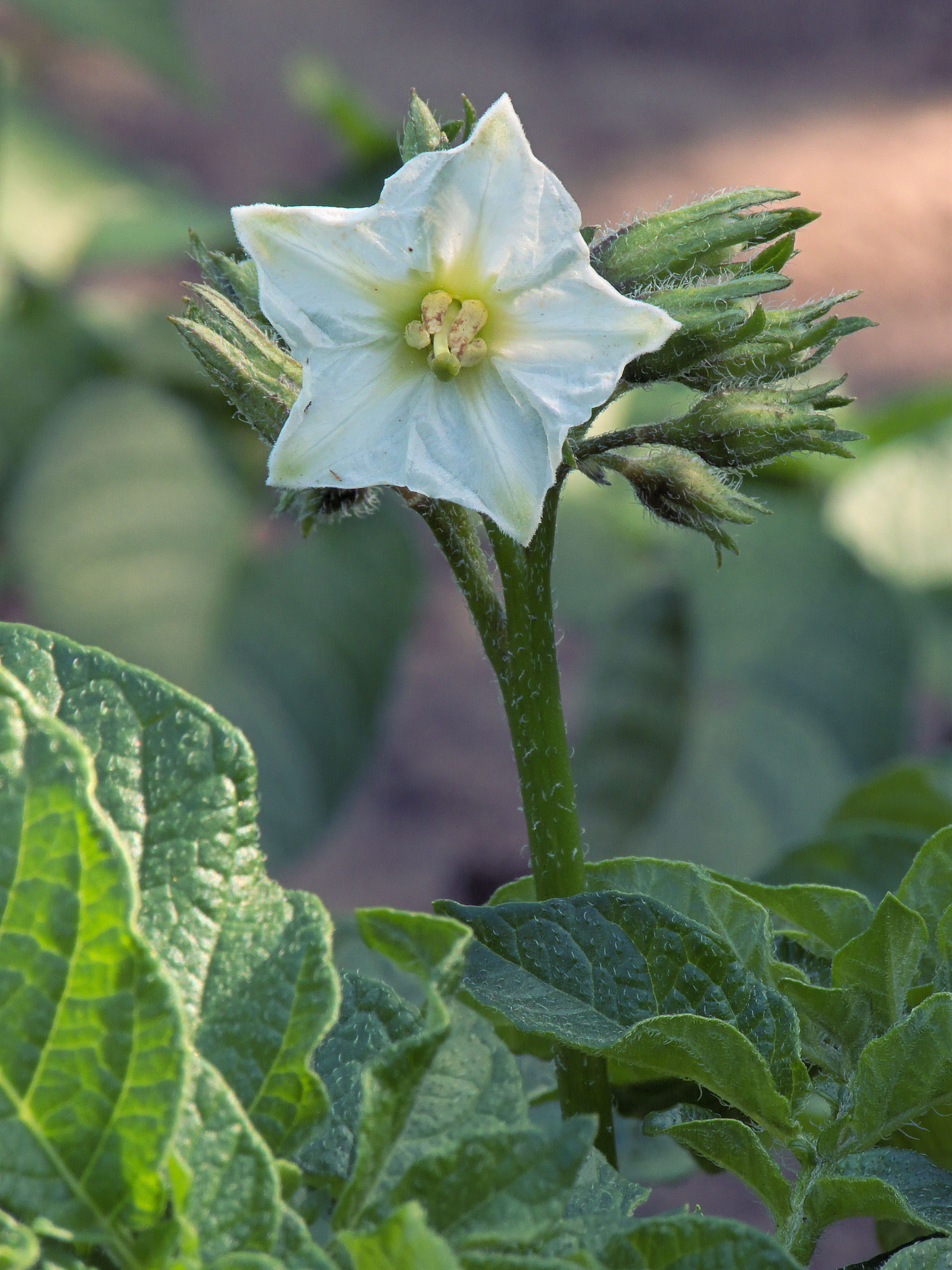
Aardappel, scheef zygomorf
Bloemdiagram erwt, mediaan zygomorf
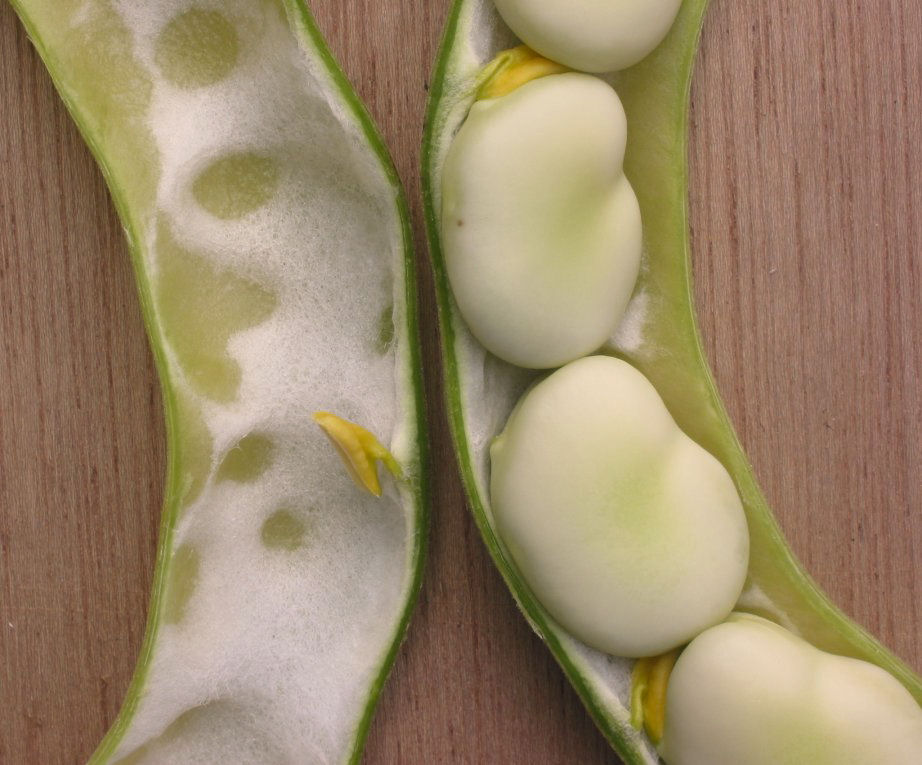
Tuinboonpeul, mediaan zygomorf

Voorbeelden bij dieren:

Bilateria zijn tweezijdig gebouwde dieren met uitzondering van de Stekelhuidigen die radiaal symmetrisch zijn.

Tweezijdig symmetrische dieren
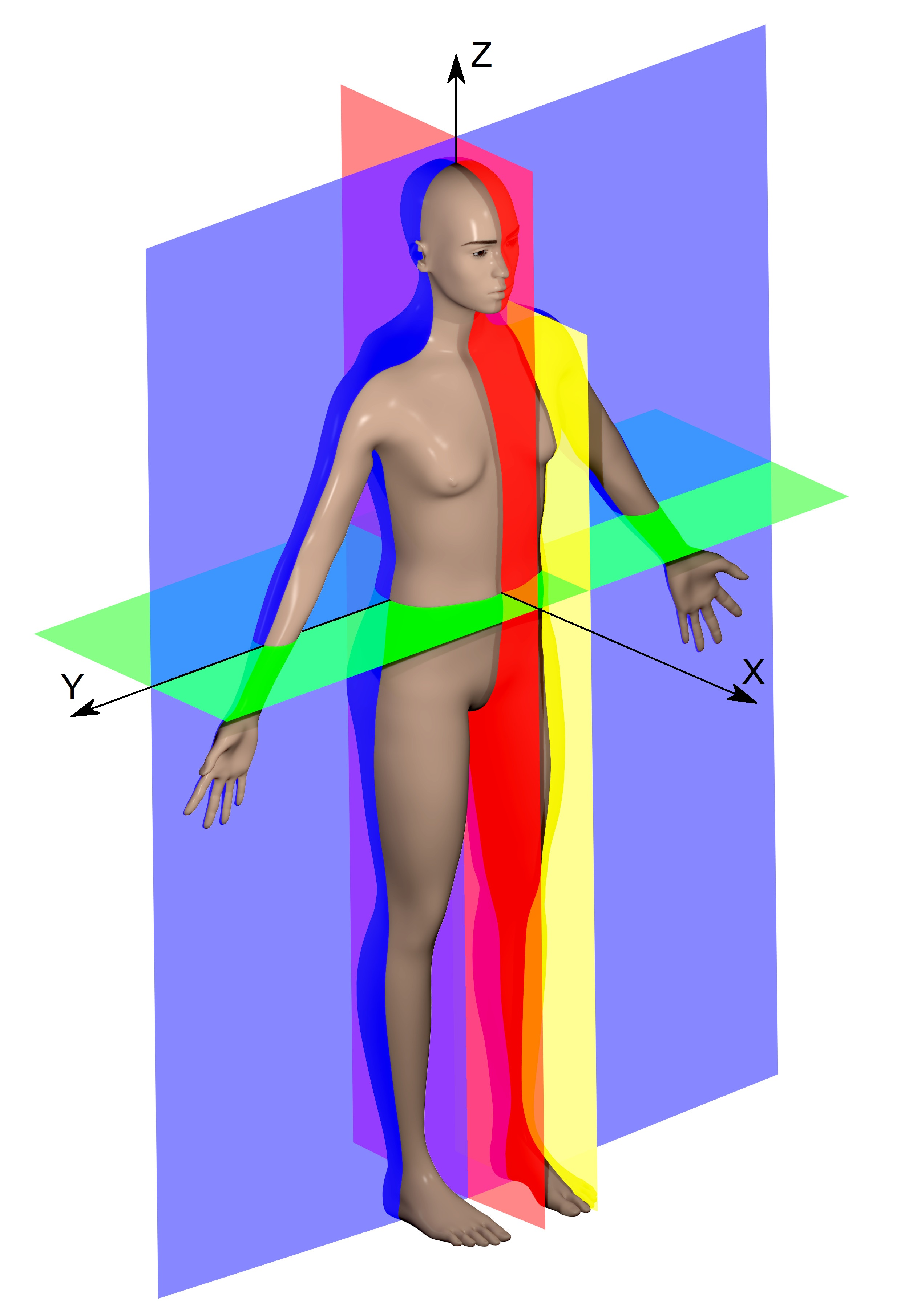
Tweezijdig symmetrisch: de mens. Rood: mediaan vlak Geel: sagittaal vlak Blauw: coronaal vlak Groen: transversaal vlak
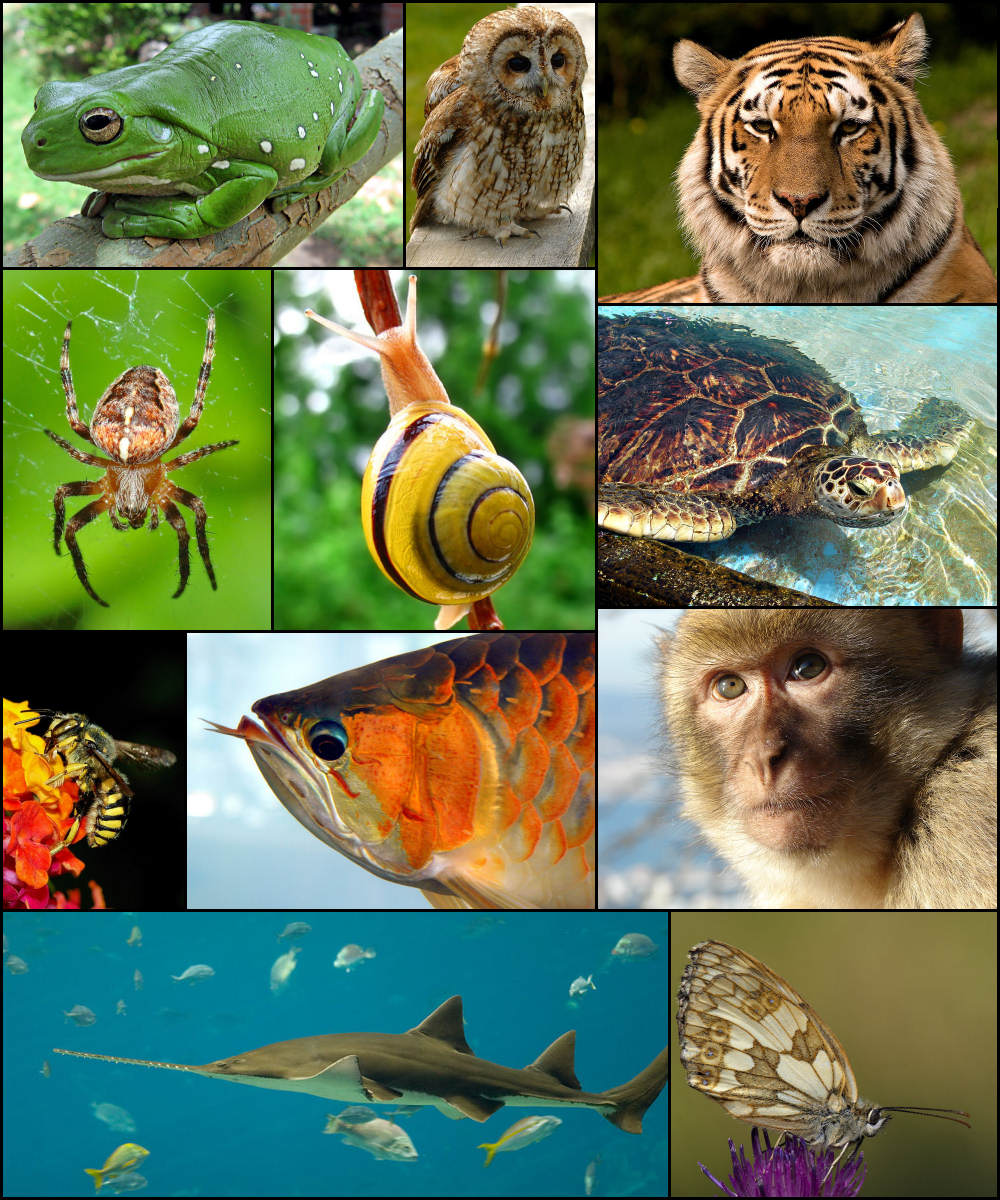
Tweezijdig symmetrische dieren
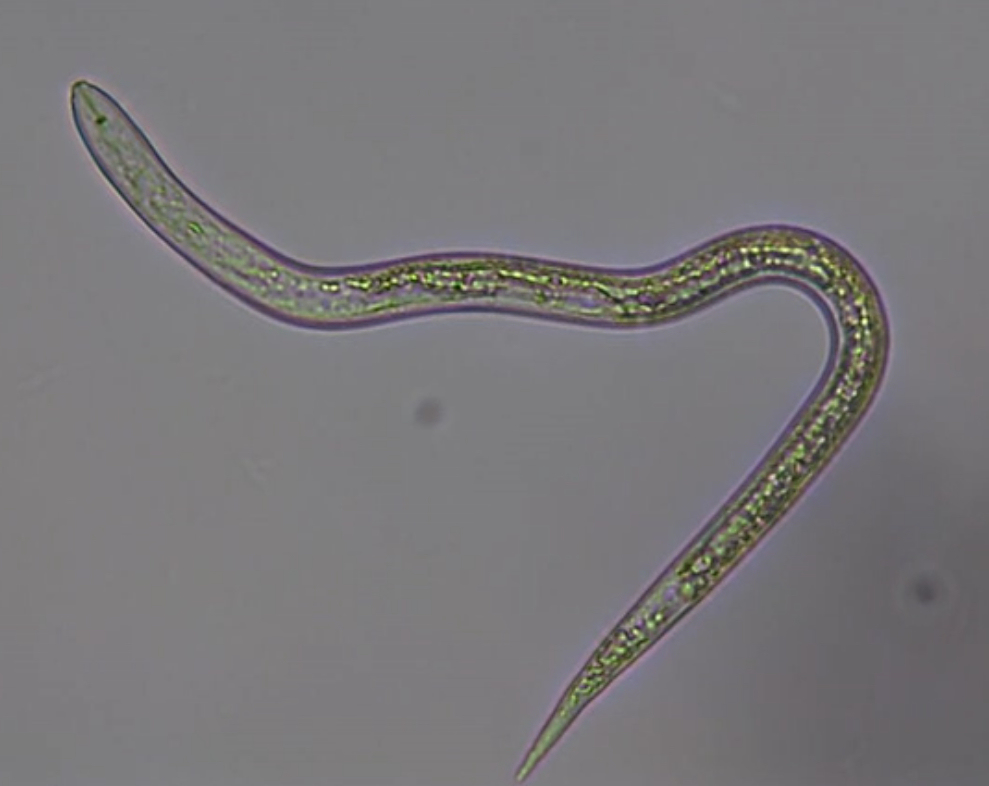
Meloidogyne incognita: De kop is radiaal symmetrisch, terwijl de rest van het lichaam tweezijdig symmetrisch is.

## Radiaal symmetrisch
Radiaal of straalsgewijs symmetrische organismen hebben meerdere symmetrie-assen en zijn daardoor te vergelijken met een taart, waarbij elke taartpunt hetzelfde is. Een dergelijk organisme vertoont geen linker- of rechterkant, maar wel een boven- en onderkant of een voor- en achterkant. De meeste radiaal symmetrische dieren zijn symmetrisch om een lengteas. Radiale symmetrie is vooral geschikt voor sessiele dieren zoals de zeeanemoon, drijvende dieren zoals kwallen en langzaam bewegende organismen zoals zeesterren. Dieren die behoren tot de stammen Cnidaria en Echinodermata zijn radiaal symmetrisch, hoewel veel zeeanemonen en sommige koralen een tweezijdige symmetrie hebben langs een enkele structuur, de sifonoglyf.
De kop van een rondworm is radiaal symmetrisch, terwijl de rest van het lichaam tweezijdig symmetrisch is.
Voorbeelden van actinomorfe of straalsgewijs symmetrische bloemen:

Actinomorfe bloemen en vruchten
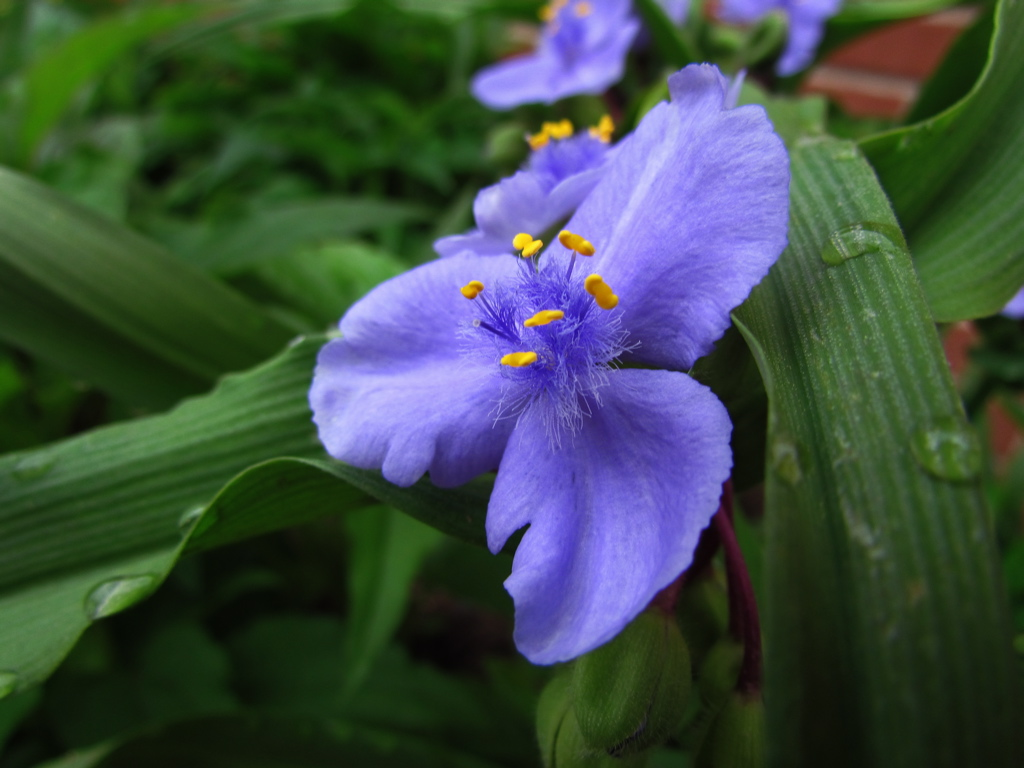
Radiaal symmetrische bloem, drie kroonbladen (eendagsbloem)
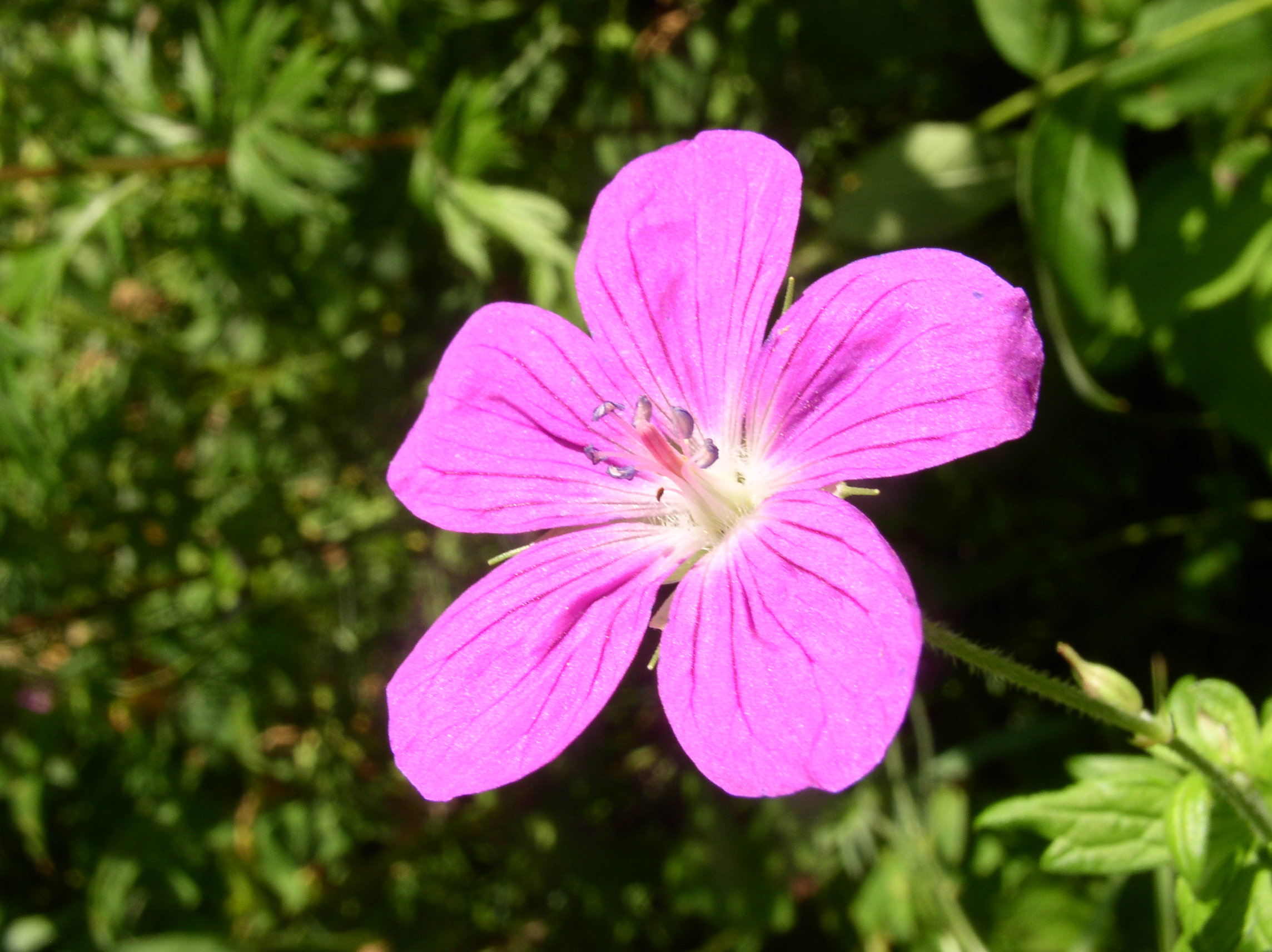
Radiaal symmetrische bloem, vijf kroonbladen (moerasooievaarsbek)
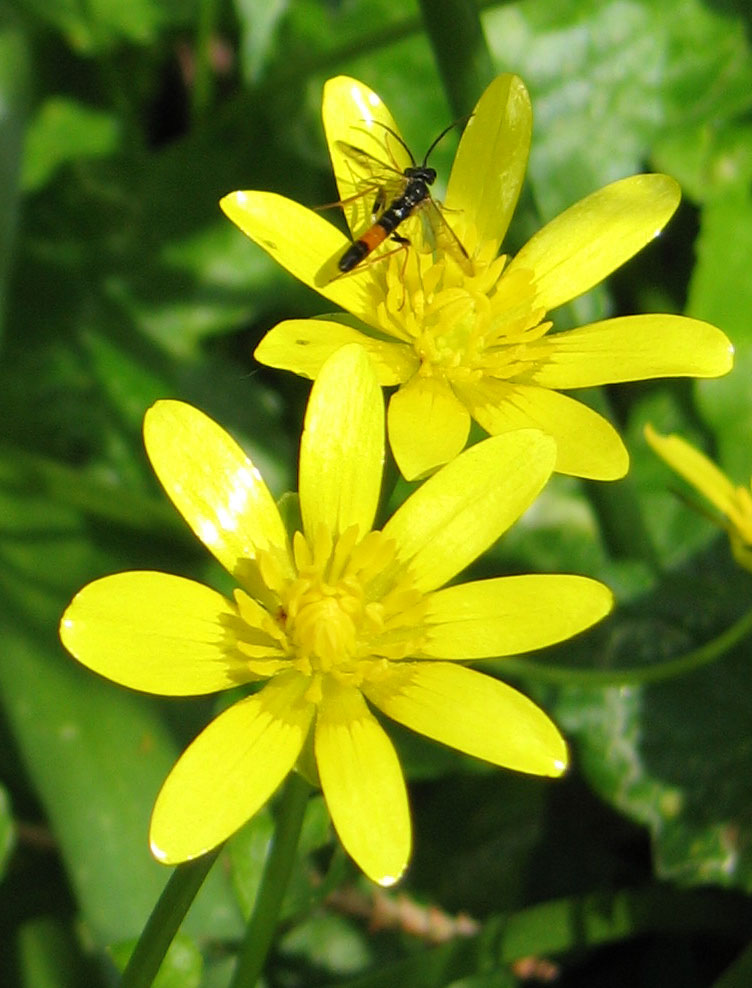
Radiaal symmetrische bloem, talrijke kroonbladen (gewoon speenkruid)
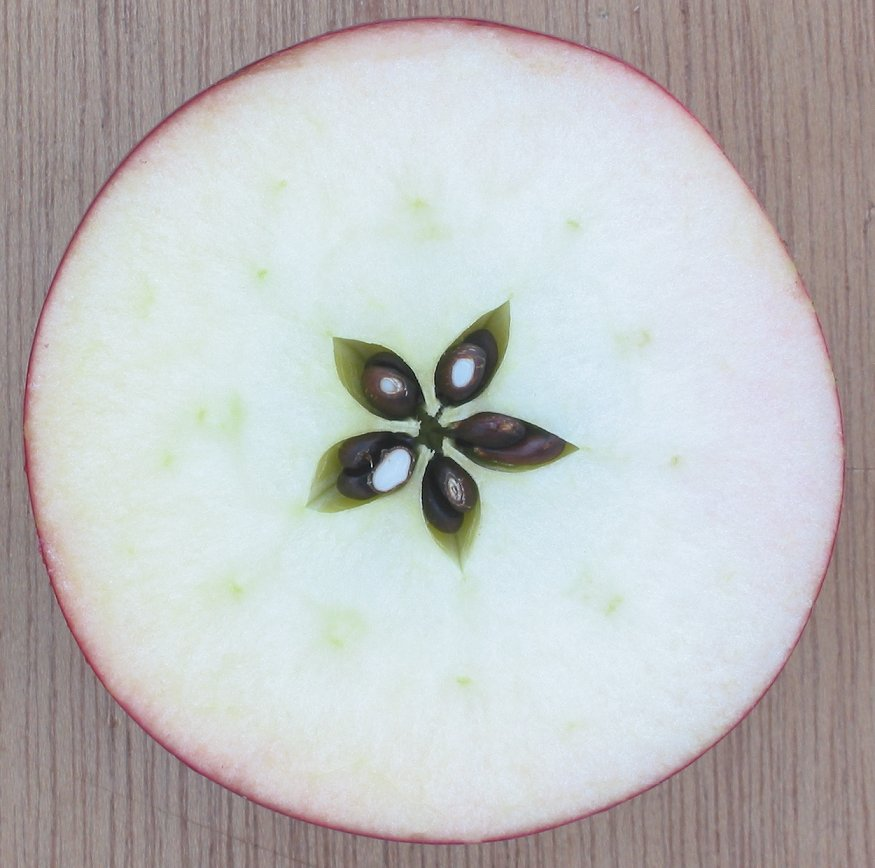
Radiaal symmetrische vrucht met vijf vruchtbladen (sterappel)
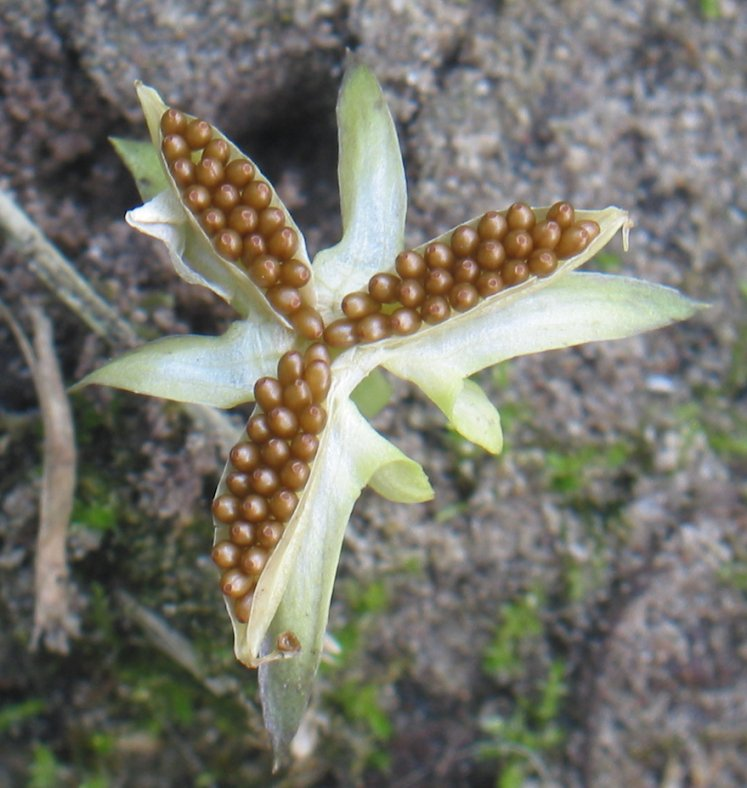
Radiaal symmetrische opengesprongen vrucht met zaden (Akkerviooltje)

Voorbeelden bij dieren zijn de Radiata, virussen en rondwormen: 

Radiaal symmetrische dieren, virussen en rondwormen
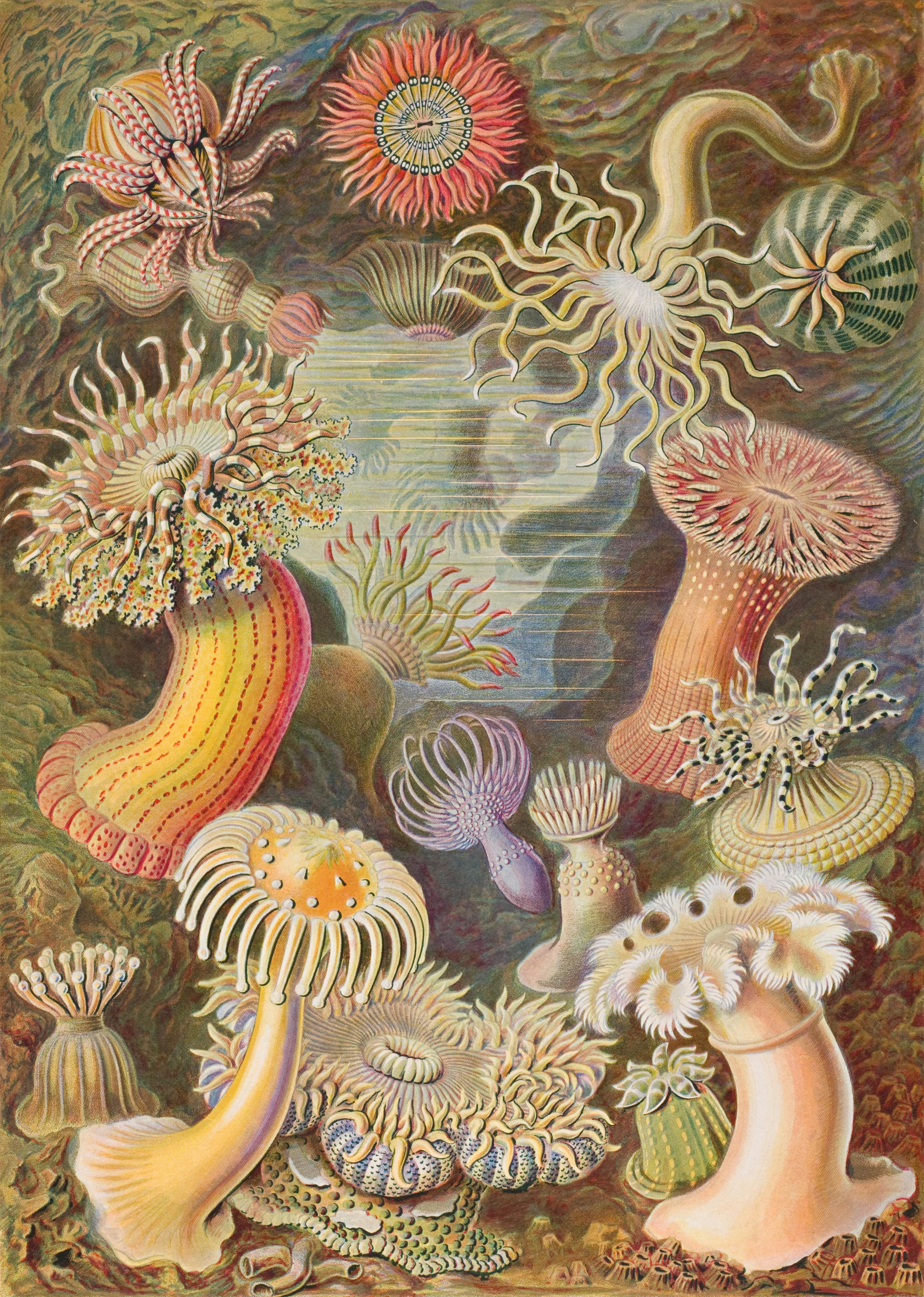
Deze zeeanemonen zijn geverfd om hun radiale symmetrie te benadrukken.
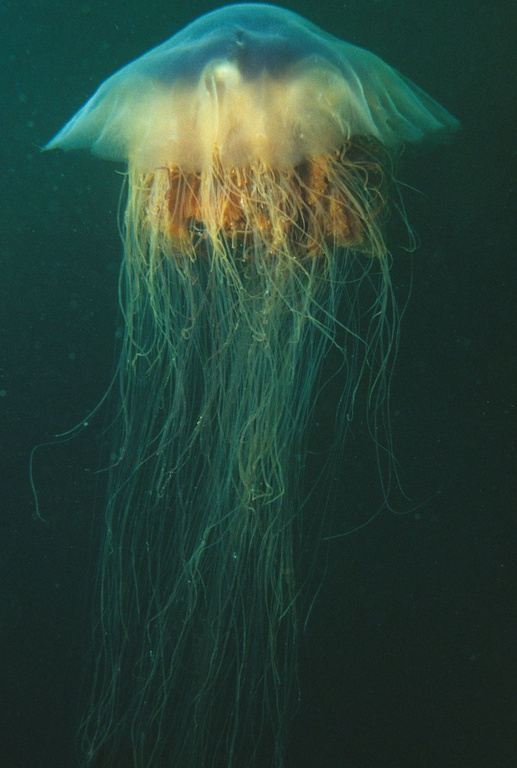
Radiaal symmetrisch: Gele haarkwal
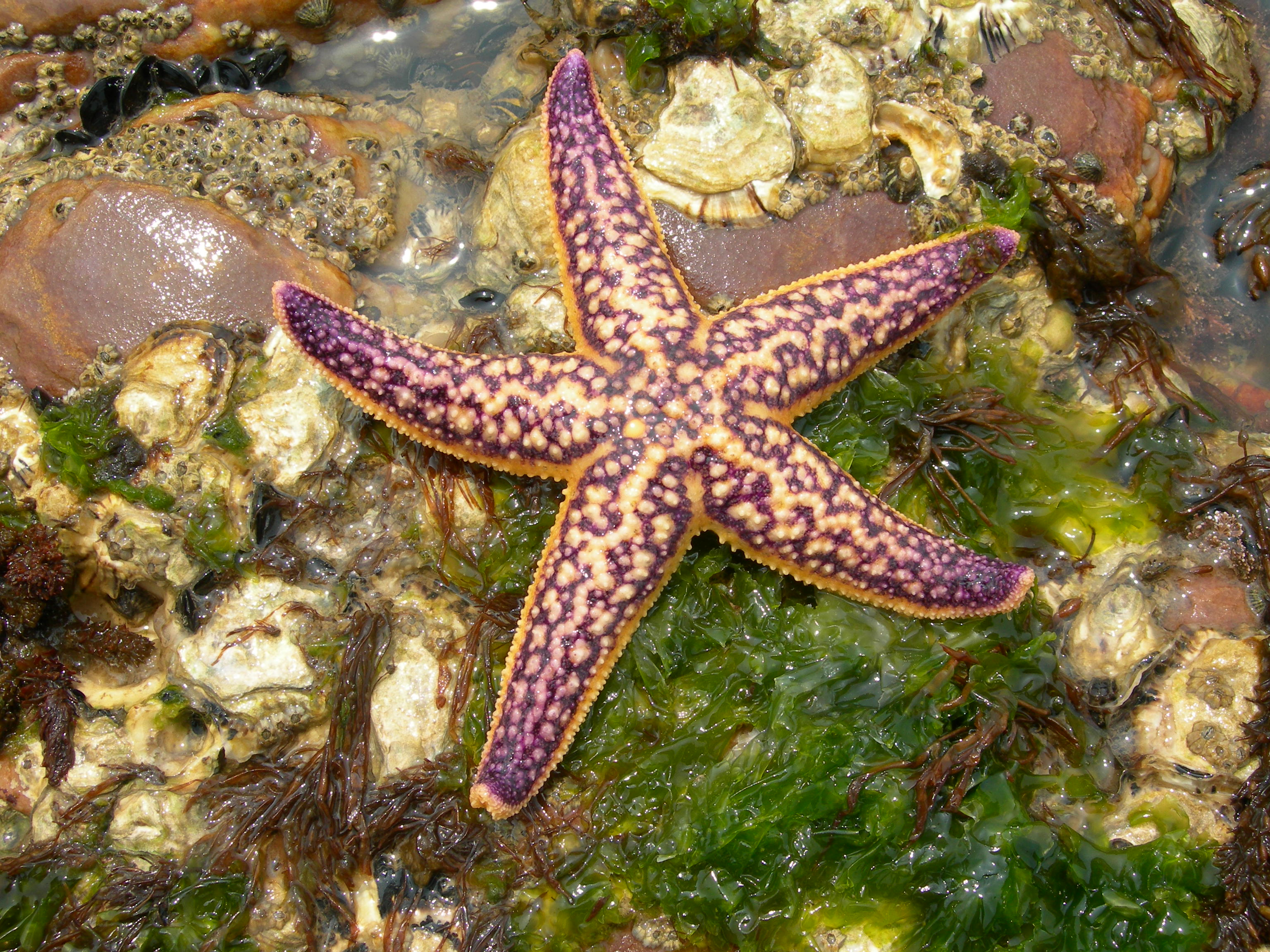
Radiaal symmetrisch: Noord-Atlantische zeester
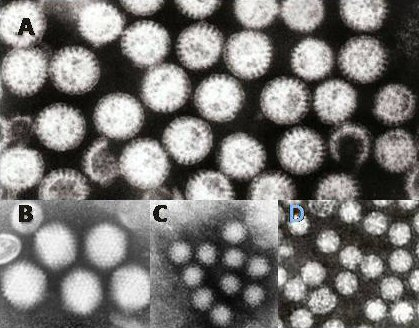
Radiaal symmetrisch icosaëdraal: Buikgriep-virussen, A rotavirus, B adenovirus, C norovirus, D astrovirus.
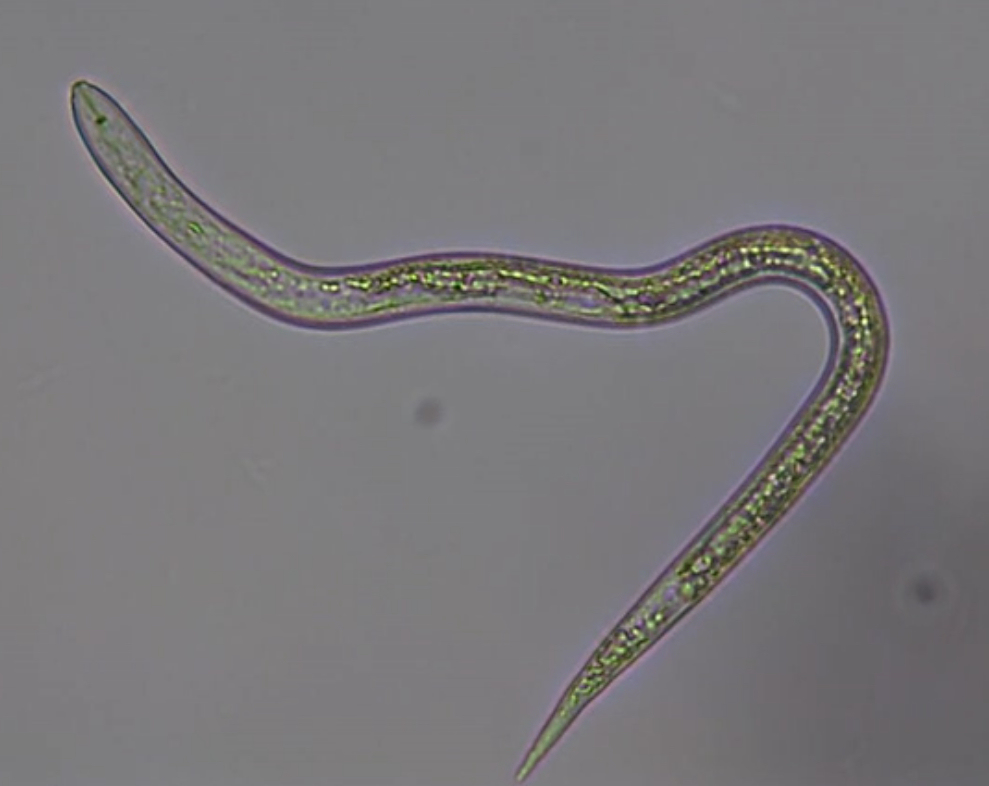
Meloidogyne incognita: De kop is radiaal symmetrisch, terwijl de rest van het lichaam tweezijdig symmetrisch is.

## Tweezijdige radiaal symmetrisch
Tweezijdige radiale symmetrie is een combinatie van radiale en tweezijdige symmetrie, zoals bij de ribkwallen. Hier zijn de lichaamsdelen gerangschikt met dezelfde delen aan weerszijden van een centrale as en elk van de vier zijden van het lichaam is identiek aan de tegenoverliggende zijde, maar verschillend van de aangrenzende zijde.

Tweezijdige radiaal symmetrisch
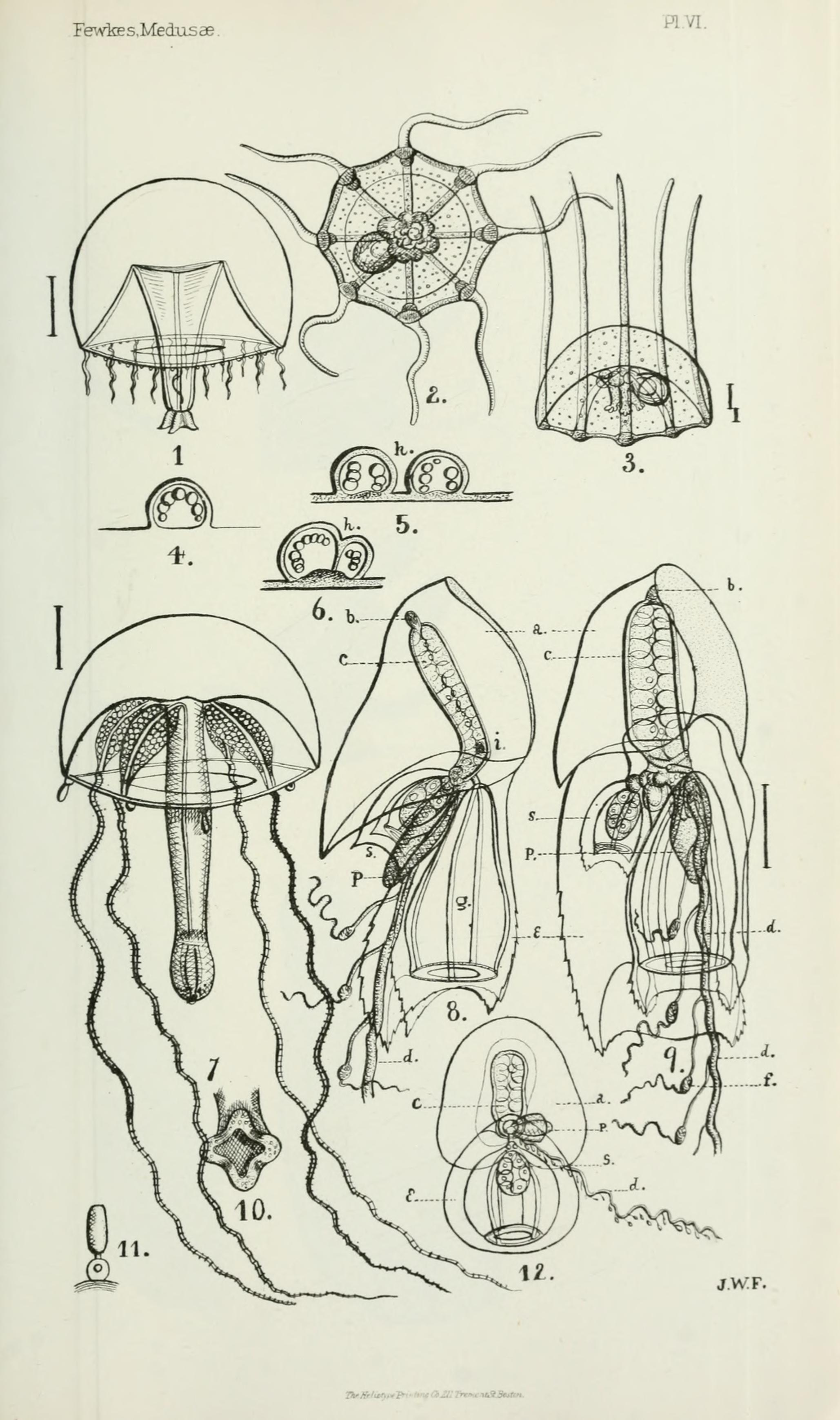
Tweezijdige radiale symmetrie: 8 en 9 Diphyes dispar
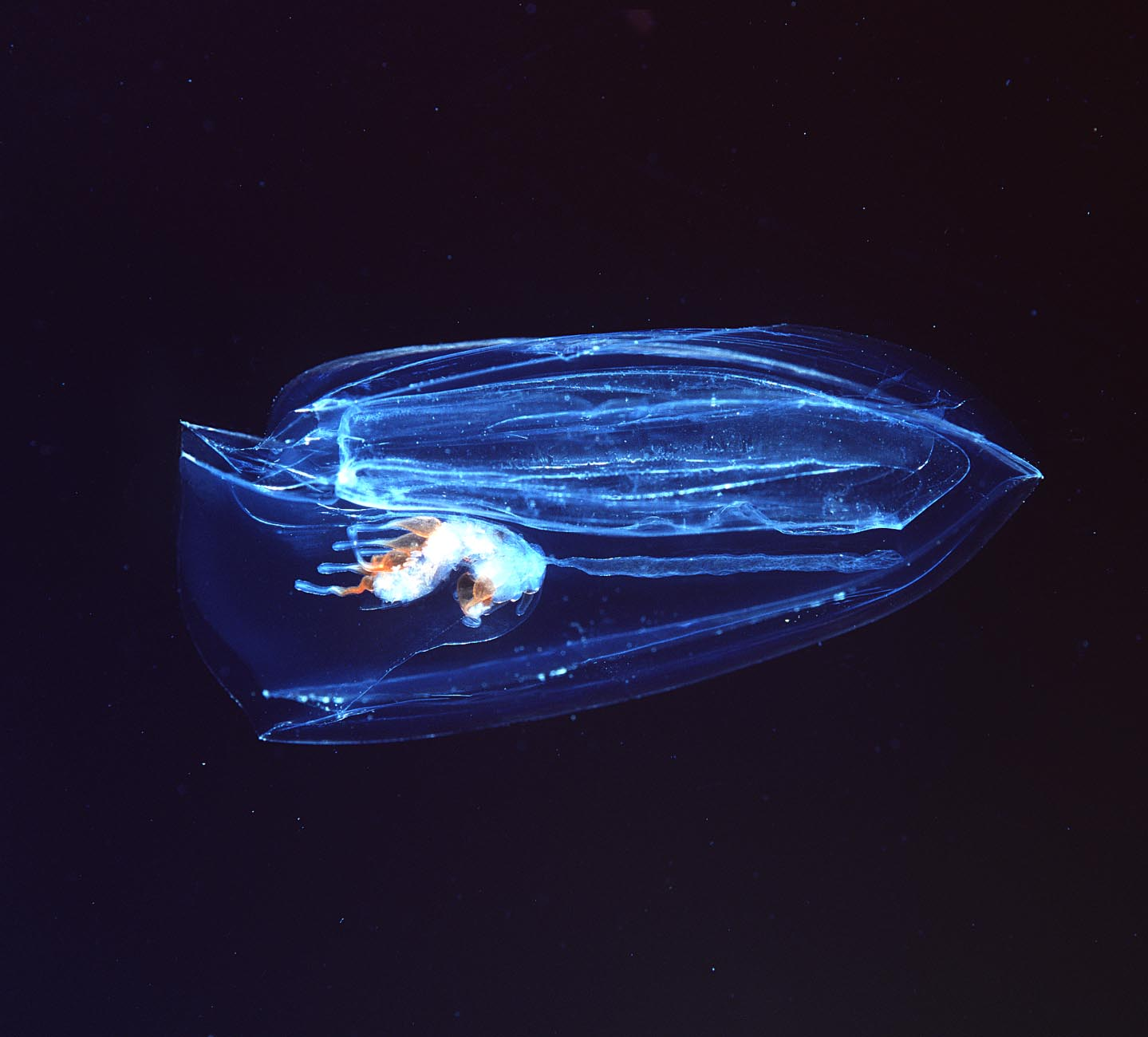
Tweezijdige radiale symmetrie: Ribkwal

## Bolsymmetrie
Een bolsymmetrisch organisme heeft twee identieke helften in elke doorsnede die door het centrum van het organisme loopt. Organismen die bij benadering bolvormige symmetrie vertonen, zijn de groene zoetwater Volvox-algen.

Bolsymmetrische organismen
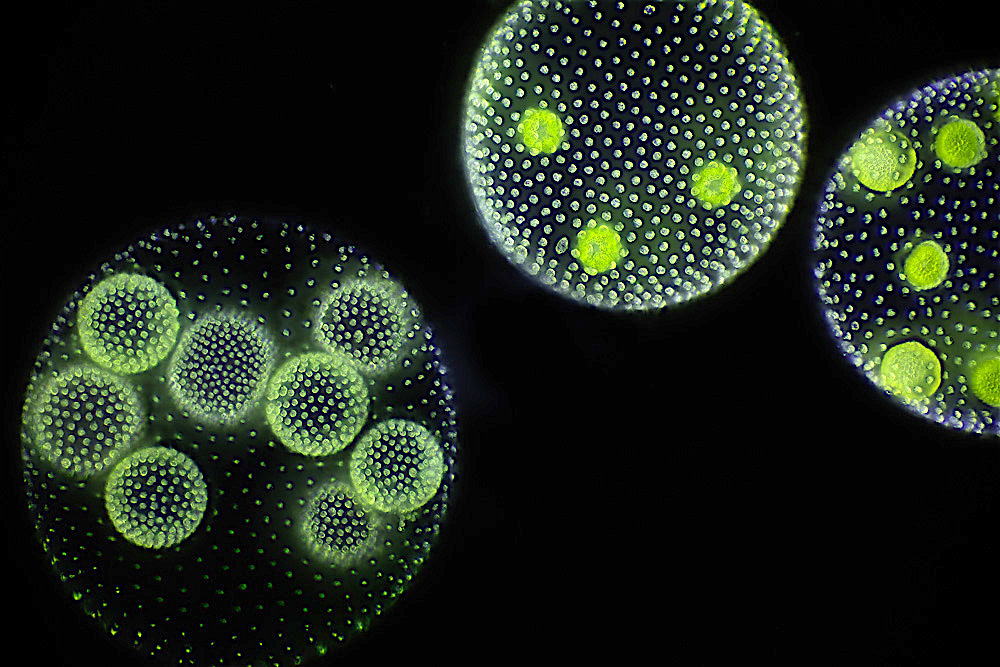
Volvox zijn microscopisch kleine groene zoetwater algen met bolvormige symmetrie. Jonge kolonies zijn te zien in de grotere.